# Арабский литературный язык
Ара́бский литерату́рный язы́к (араб. اللغة العربية الفصحى al-luġatu l-ʿarabīyatu l-fuṣḥā — «выразительный (ясный) арабский язык», кратко (al-)fuṣ-ḥā, ал-фу́сха) или АЛЯ, также, в западной арабистике, современный стандартный арабский язык (Modern Standard Arabic или MSA) — наддиалектная разновидность арабского языка, используемая на письме и в формальной речи образованных арабов. Часть арабского макроязыка. Универсальная форма и стандарт «высокого» языка.
Используется в первую очередь как письменный язык, язык литературы (напр. произведений нобелевского лауреата Махфуза) и язык делового общения, а также как язык всех арабских СМИ (напр. BBC Arabic, катарский телеканал «Аль-Джазира» и арабская Википедия).
Литературным арабским с разной частотностью в разных объёмах пользуются 208 миллионов человек во всех арабоязычных странах.
Большинство современных исследователей различает две общих разновидности ал-фусха: классический арабский литературный язык (КАЛЯ) (اللغة العربية التراثية, فصحى التراث fuṣḥā at-turāth) — язык Корана и ранней исламской литературы (VII—IX веков), и современный арабский литературный язык (فصحى العصر fuṣḥā al-ʻaṣr) — норма, используемая в наши дни.

## Современный арабский литературный язык
Современный арабский литературный язык (АЛЯ) распространён во всех арабоязычных странах, именно эта разновидность арабского используется в ООН в качестве одного из 6 официальных языков и признана одним из 7 международных языков. Большинство издаваемых на арабском печатных изданий, книг, документов и практически вся учебная литература написаны на АЛЯ.
Долгое время хорошее владение престижной литературной нормой среди арабов было относительной редкостью. В наши дни, с доступностью образования (обучение ведётся только на АЛЯ) и развитием межарабских связей (в том числе движения панарабизма), ал-фусха становится действительно общим языком, объединяющим все арабоязычные народы и способствующим сохранению и развитию общеарабской культуры. Уверенное владение литературной нормой и «ясным» (фусха) произношением обычно говорит о высоком социальном статусе и культурном уровне говорящего.
Несмотря на то, что все 22 арабоязычных государства провозглашают именно ал-фусха своим государственным языком, в реальности первым языком большинства арабов являются местные варианты разговорного арабского языка (арабск. العامية al-`āmmiyya или الدارجة ad-dārija). Эти разновидности могут достаточно сильно различаться между собой и быть трудными или невозможными для понимания носителями других диалектов. Обычно разговорная речь не воспроизводится на письме. Однако существует целый литературный пласт, использующий разговорный язык (в особенности поэзия и драматургия).
Ситуация с использованием арабского в современном мире представляется хорошей иллюстрацией диглоссии — сосуществования двух вариантов одного языка, разделённых социально, функционально и ситуативно. Образованные носители арабского, как правило, могут без труда общаться на АЛЯ с представителями других арабских стран. Такое положение дел облегчает возможность быстрого перехода с одного варианта на другой, иногда даже в одном и том же предложении, в случаях не(до)понимания между носителями разных вариантов разговорного арабского (напр. между тунисцем и сирийцем).
В реальной жизни сложно, а зачастую практически невозможно провести чёткую границу между АЛЯ и диалектом, так как обе формы языка сосуществуют одновременно и нередко пересекаются и смешиваются друг с другом в разных пропорциях и объёмах в зависимости от коммуникативного и социального контекста. Современный арабский язык — это языковой континуум, в котором преобладают именно смешанные формы.
С появлением Интернета, модернизацией и развитием систем телекоммуникаций различия между АЛЯ и диалектами арабского медленно, но верно сокращаются в пользу литературного варианта.
Классический арабский литературный язык (КАЛЯ) остаётся во многом нормой для АЛЯ, однако, несмотря на тесную связь эти два варианта не идентичны друг другу, так как современный литературный язык продолжает развиваться и дополняться, в особенности лексически. Имеются также различия в синтаксисе (порядок слов в современном АЛЯ нередко «подлежащее — сказуемое — прямое дополнение», тогда как в КАЛЯ нормой является «сказуемое — подлежащее — прямое дополнение») и т. п. Арабские исследователи обычно рассматривают классический арабский и АЛЯ как два регистра одного языка.

## Региональные различия
Несмотря на свою несомненную универсальность, под влиянием местных диалектов литературный арабский зачастую приобретает некоторые региональные особенности при произнесении ряда фонем (напр. реализация классической фонемы jīm ج (/dʒ/) как [ɡ] в Египте, и как [ʒ] в Ливане) и грамматике (напр. смешивание стандартных и местных норм и форм в синтаксисе и морфологии). Такое смешение встречается даже на письме (напр. в газетах). Таким образом, вопреки широко распространённым представлениям некоторой части арабов (напр. в Египте, где используют египетский диалект арабского языка), до конца чистый и полностью свободный от местных особенностей литературный арабский в разговорной речи не встречается нигде.

## Разговорный стандартный арабский
Арабский литературный язык в нормативном варианте практически не используется в речи в быту или семье, между друзьями или в неформальных ситуациях; эта область почти исключительно закреплена за местным диалектом.
Иначе дело обстоит при устном общении образованных арабов в формальной обстановке или с арабами из других стран. Так как АЛЯ остаётся преимущественно письменным языком, в устной речи его вариантом можно считать разговорный стандартный арабский (одно из арабских названий عامية المثقفين ʻāmmiyat al-'muthaqqafīn досл. «говор образованных»). Сам по себе термин ещё не устоялся в арабистике. Эта разновидность представляет собой грамматически упрощённую версию АЛЯ с некоторыми элементами местных диалектов. Разговорный стандартный арабский больше распространён в странах Персидского залива и Леванта (диалекты Леванта сами по себе очень близки к АЛЯ), но иногда так называют и речь образованных египтян и жителей Магриба.
Вопрос о том, какой вариант (АЛЯ или диалект) более предпочтителен для изучения иностранцами, не имеет однозначного ответа. В зависимости от специфических потребностей и прикладного назначения обучения каждый решает этот вопрос индивидуально. В России преподавание арабского в основном начинается с литературного языка. В некоторых западных странах чаще встречаются планы обучения, разработанные на основе какого-либо отдельно взятого диалекта (в последнее время среди обучающихся популярен самый большой по числу говорящих египетский арабский (араб. مصري‎ Maṣrī), диалекты культурных центров Леванта (Бейрута и Дамаска) (араб. شامي‎ Shami) и диалекты экономически развитых стран Персидского залива (араб. اللهجة الخليجية‎ al-lahja al-Khalijiya). Тем не менее, знание АЛЯ скорее помогает в изучении диалекта, чем наоборот.